# جيمس أونيل (سياسي)
جيمس أونيل (بالإنجليزية: James O'Neill)‏ هو سياسي نيوزلندي، ولد في 1819، وتوفي في 1882. انتخب عضو مجلس النواب نيوزيلندا.